# Liga Mundial de waterpolo femenino 2007
La Liga Mundial de waterpolo femenino 2007 fue la cuarta edición del evento, organizado por el organismo rector mundial de deportes acuáticos, la Federación Internacional de Natación. Se llevaron a cabo tres torneos de clasificación, antes de que despegara la ronda final en el Centro Acuático Parc Jean Drapeau en Montreal, Quebec, Canadá, del 4 al 8 de julio de 2007.

## Ronda preliminar

### América
|    | Equipo         | Pts. | PJ | G | E | P | GF | GC | Dif. |
| -- | -------------- | ---- | -- | - | - | - | -- | -- | ---- |
| 1. | Estados Unidos | 6    | 2  | 2 | 0 | 0 | 32 | 8  | +24  |
| 2. | Canadá         | 3    | 2  | 1 | 0 | 1 | 24 | 16 | +8   |
| 3. | Puerto Rico    | 0    | 2  | 0 | 0 | 2 | 7  | 39 | -32  |

| 1 de junio de 2007 | Puerto Rico | 4-19 | Canadá | Los Alamitos, Estados Unidos |  |

| 2 de junio de 2007 | Estados Unidos | 20-3 | Puerto Rico | Los Alamitos, Estados Unidos |  |

| 3 de junio de 2007 | Estados Unidos | 12-5 | Canadá | Los Alamitos, Estados Unidos |  |

### Asia y Oceanía
|    | Equipo        | Pts. | PJ | G | E | P | GF | GC | Dif. |
| -- | ------------- | ---- | -- | - | - | - | -- | -- | ---- |
| 1. | Australia     | 18   | 6  | 6 | 0 | 0 | 82 | 28 | +110 |
| 2. | China         | 11   | 6  | 4 | 0 | 2 | 53 | 52 | +1   |
| 3. | Japón         | 7    | 6  | 2 | 0 | 4 | 44 | 71 | -27  |
| 4. | Nueva Zelanda | 0    | 6  | 0 | 0 | 6 | 48 | 76 | -28  |

| 29 de mayo de 2007 | Australia | 14-6 | Nueva Zelanda | Tianjin, China |  |

| 29 de mayo de 2007 | China | 8-6 | Japón | Tianjin, China |  |

| 30 de mayo de 2007 | Japón | 13-9 | Nueva Zelanda | Tianjin, China |  |

| 30 de mayo de 2007 | China | 6-11 | Australia | Tianjin, China |  |

| 31 de mayo de 2007 | Japón | 2-19 | Australia | Tianjin, China |  |

| 31 de mayo de 2007 | China | 9-8 | Nueva Zelanda | Tianjin, China |  |

| 1 de junio de 2007 | Australia | 16-8 | Nueva Zelanda | Tianjin, China |  |

| 1 de junio de 2007 | China | 9-8 | Japón | Tianjin, China |  |

| 2 de junio de 2007 | Japón | 11-10 | Nueva Zelanda | Tianjin, China |  |

| 2 de junio de 2007 | China | 5-9 | Australia | Tianjin, China |  |

| 3 de junio de 2007 | Japón | 1-13 | Australia | Tianjin, China |  |

| 3 de junio de 2007 | China | 13-7 | Nueva Zelanda | Tianjin, China |  |

### Europa
|    | Equipo       | Pts. | PJ | G | E | P | GF | GC | Dif. |
| -- | ------------ | ---- | -- | - | - | - | -- | -- | ---- |
| 1. | Grecia       | 12   | 5  | 4 | 0 | 1 | 53 | 48 | +5   |
| 2. | España       | 12   | 5  | 4 | 0 | 1 | 57 | 45 | +12  |
| 3. | Países Bajos | 12   | 5  | 4 | 0 | 1 | 54 | 42 | +12  |
| 4. | Rusia        | 6    | 5  | 2 | 0 | 3 | 68 | 53 | +15  |
| 5. | Hungría      | 3    | 5  | 1 | 0 | 4 | 41 | 57 | -16  |
| 6. | Alemania     | 0    | 5  | 0 | 0 | 5 | 40 | 68 | -28  |

| 13 de junio de 2007 | Hungría | 9-12 | Países Bajos | Kírishi, Rusia |  |

| 13 de junio de 2007 | Grecia | 13-11 | España | Kírishi, Rusia |  |

| 13 de junio de 2007 | Rusia | 22-9 | Alemania | Kírishi, Rusia |  |

| 14 de junio de 2007 | Alemania | 3-11 | Países Bajos | Kírishi, Rusia |  |

| 14 de junio de 2007 | España | 9-4 | Hungría | Kírishi, Rusia |  |

| 14 de junio de 2007 | Rusia | 9-10 | Grecia | Kírishi, Rusia |  |

| 15 de junio de 2007 | Países Bajos | 10-11 | España | Kírishi, Rusia |  |

| 15 de junio de 2007 | Grecia | 12-10 | Alemania | Kírishi, Rusia |  |

| 15 de junio de 2007 | Hungría | 6-16 | Rusia | Kírishi, Rusia |  |

| 16 de junio de 2007 | Alemania | 7-9 | España | Kírishi, Rusia |  |

| 16 de junio de 2007 | Grecia | 9-8 | Hungría | Kírishi, Rusia |  |

| 16 de junio de 2007 | Rusia | 10-11 | Países Bajos | Kírishi, Rusia |  |

| 17 de junio de 2007 | Países Bajos | 10-9 | Grecia | Kírishi, Rusia |  |

| 17 de junio de 2007 | Alemania | 11-14 | Hungría | Kírishi, Rusia |  |

| 17 de junio de 2007 | España | 17-11 | Rusia | Kírishi, Rusia |  |

## Ronda final
|    | Equipo         | Pts. | PJ | G | E | P | GF | GC | Dif. |
| -- | -------------- | ---- | -- | - | - | - | -- | -- | ---- |
| 1. | Estados Unidos | 15   | 5  | 5 | 0 | 0 | 35 | 17 | +18  |
| 2. | Australia      | 9    | 5  | 3 | 0 | 2 | 39 | 37 | +2   |
| 3. | Canadá         | 8    | 5  | 3 | 0 | 2 | 42 | 35 | +7   |
| 4. | Grecia         | 7    | 5  | 2 | 0 | 3 | 35 | 33 | -2   |
| 5. | España         | 6    | 5  | 2 | 0 | 3 | 37 | 39 | -2   |
| 6. | China          | 0    | 5  | 0 | 0 | 5 | 21 | 48 | -27  |

| 4 de julio de 2007 | Grecia | 8-9 | Australia | Centro Acuático Parc Jean Drapeau, Montreal, Quebec, Canadá |  |

| 4 de julio de 2007 | España | 3-12 | Estados Unidos | Centro Acuático Parc Jean Drapeau, Montreal, Quebec, Canadá |  |

| 4 de julio de 2007 | China | 5-13 | Canadá | Centro Acuático Parc Jean Drapeau, Montreal, Quebec, Canadá |  |

| 5 de julio de 2007 | Estados Unidos | 9-8 | Australia | Centro Acuático Parc Jean Drapeau, Montreal, Quebec, Canadá |  |

| 5 de julio de 2007 | Grecia | 12-7 | China | Centro Acuático Parc Jean Drapeau, Montreal, Quebec, Canadá |  |

| 5 de julio de 2007 | España | 8-9 | Canadá | Centro Acuático Parc Jean Drapeau, Montreal, Quebec, Canadá |  |

| 6 de julio de 2007 | España | 12-11 | Australia | Centro Acuático Parc Jean Drapeau, Montreal, Quebec, Canadá |  |

| 6 de julio de 2007 | China | 2-9 | Estados Unidos | Centro Acuático Parc Jean Drapeau, Montreal, Quebec, Canadá |  |

| 6 de julio de 2007 | Grecia | 11-12 | Canadá | Centro Acuático Parc Jean Drapeau, Montreal, Quebec, Canadá |  |

| 7 de julio de 2007 | España | 14-7 | China | Centro Acuático Parc Jean Drapeau, Montreal, Quebec, Canadá |  |

| 7 de julio de 2007 | Grecia | 4-5 | Estados Unidos | Centro Acuático Parc Jean Drapeau, Montreal, Quebec, Canadá |  |

| 7 de julio de 2007 | Australia | 11-8 | Canadá | Centro Acuático Parc Jean Drapeau, Montreal, Quebec, Canadá |  |

### Por el 5°
| 8 de julio de 2007 | España | 19-8 | China | Centro Acuático Parc Jean Drapeau, Montreal, Quebec, Canadá |  |

### Por la medalla de bronce
| 8 de julio de 2007 | Canadá | 4-6 | Grecia | Centro Acuático Parc Jean Drapeau, Montreal, Quebec, Canadá |  |

### Por la medalla de oro
| 8 de julio de 2007 | Estados Unidos | 8-4 | Australia | Centro Acuático Parc Jean Drapeau, Montreal, Quebec, Canadá |  |

## Estadísticas
| Estados Unidos |
| Australia      |
| Canadá         |
| 4. Grecia      |
| 5. España      |
| 6. China       |

### Goleadoras
| Pos. | Nombre                  | Goles |
| ---- | ----------------------- | ----- |
| 1.   | Blanca Gil              | 36    |
| 2.   | Kate Gynther            | 25    |
| 3.   | Antigoni Roumpesi       | 21    |
| 3.   | Angeliki Gerolymou      | 21    |
| 5.   | Evangelia Moraitidou    | 18    |
| 5.   | Jennifer Pareja         | 18    |
| 7.   | Suzie Fraser            | 17    |
| 8.   | Nikita Cuffe            | 16    |
| 9.   | Ekaterina Pantyulina    | 15    |
| 9.   | Ágnes Primász           | 15    |
| 9.   | Krystina Alogbo         | 15    |
| 12.  | Daniëlle de Bruijn      | 14    |
| 12.  | María del Carmen García | 14    |
| 14.  | Iefke van Belkum        | 13    |
| 14.  | Yumi Nakano             | 13    |

### Jugadora más Valiosa
- Kate Gynther

### Mejor Portera
- Victoria Brown